# Amanda Overland
Amanda Overland (* 30. August 1981 in Kitchener) ist eine ehemalige kanadische Shorttrackerin.
Sie begann bereits im Alter von vier Jahren mit Eisschnelllaufen und Shorttrack. Seit 1998 trat sie in nationalen Wettbewerben an, ehe sie im Jahr 2000 ins kanadische Nationalteam aufgenommen wurde. Sie trainierte unter Sébastien Cros am Leistungszentrum in Montreal. Im November 2002 debütierte sie schließlich im Weltcup. Gleich bei ihrem zweiten Weltcupeinsatz erreichte sie in der Staffel mit Rang zwei erstmals eine Podiumsplatzierung. Beim letzten Weltcup konnte sie, ebenfalls in der Staffel, erstmals ein Weltcuprennen gewinnen. Auch bei ihren ersten Weltmeisterschaften 2003 in Warschau war Overland auf Anhieb erfolgreich. Sie gewann in der Staffel die Silbermedaille. Bei den Teamweltmeisterschaften 2004 in Sankt Petersburg wurde sie Vierte.
Dann konnte Overland erst in der Saison 2004/05 wieder auf sich aufmerksam machen. Sie erreichte sechs Podestplätze, vier in der Staffel und zwei erstmals auch in Einzelrennen. Über 1000 m wurde sie Zweite, über 1500 m Dritte. Über 1000 m erreichte sie im Disziplinweltcup zudem Rang sechs. Bei den Weltmeisterschaften in Peking erreichte sie ihre besten Einzel-Platzierungen. Im Mehrkampf wurde sie Achte, über 1000 m verpasste sie als Vierte eine Medaille nur knapp. Mit der Staffel gewann Overland die Goldmedaille, allerdings wurde sie im Finale nicht eingesetzt, sondern nur im Vorlauf und im Halbfinale. Bei den Teamweltmeisterschaften in Chuncheon errang sie mit ihren Teamkolleginnen die Bronzemedaille. In der folgenden Saison 2005/06 gewann Overland in der Staffel ihr zweites Weltcuprennen, weitere Podestplätze erreichte sie jedoch nicht. Über 1000 m und 1500 m wurde sie im Disziplinweltcup Siebte. Bei den Weltmeisterschaften in Minneapolis gewann sie erneut eine Staffelmedaille. Diesmal gewann das Quartett die Silbermedaille. Bei den Teamweltmeisterschaften in Montreal wiederholte Overland den Gewinn der Bronzemedaille aus dem Vorjahr. Sie qualifizierte sich für die Olympischen Spiele in Turin. Dort wurde sie über 1000 m und 1500 m Fünfte. In der Staffel gewann sie Silber, obwohl sie nur im Halbfinale, nicht aber im Finale eingesetzt wurde.
In der Saison 2006/07 errang Overland bei den beiden Heimweltcups jeweils eine Podestplatzierung in der Staffel, darunter einen Weltcupsieg. Bei den Weltmeisterschaften in Mailand erreichte sie als bestes Einzelresultat Rang sieben über 500 m. Mit der Staffel gewann sie Bronze. Bei den Teamweltmeisterschaften in Budapest erreichte sie die dritte Bronzemedaille in Folge. Overlands letzte Saison 2007/08 in der internationalen Spitze brachte ihr drei weitere Podestplätze ein, darunter ein dritter Rang über 1000 m. Genau wie in der Vorsaison gewann sie bei den Weltmeisterschaften in Gangneung Staffel-Silber und bei den Teamweltmeisterschaften in Harbin Bronze in der Mannschaft.
Overland verpasste die folgende Saison verletzungsbedingt und konnte sich im Jahr 2009 nicht für das kanadische Weltcupteam qualifizieren. Sie beendete daraufhin ihre aktive Karriere. Overlands Schwester Cindy und ihr Bruder Kevin waren ebenfalls erfolgreiche Shorttracker, die 1998 und 2002 an Olympischen Spielen teilnahmen.